# Louise van België

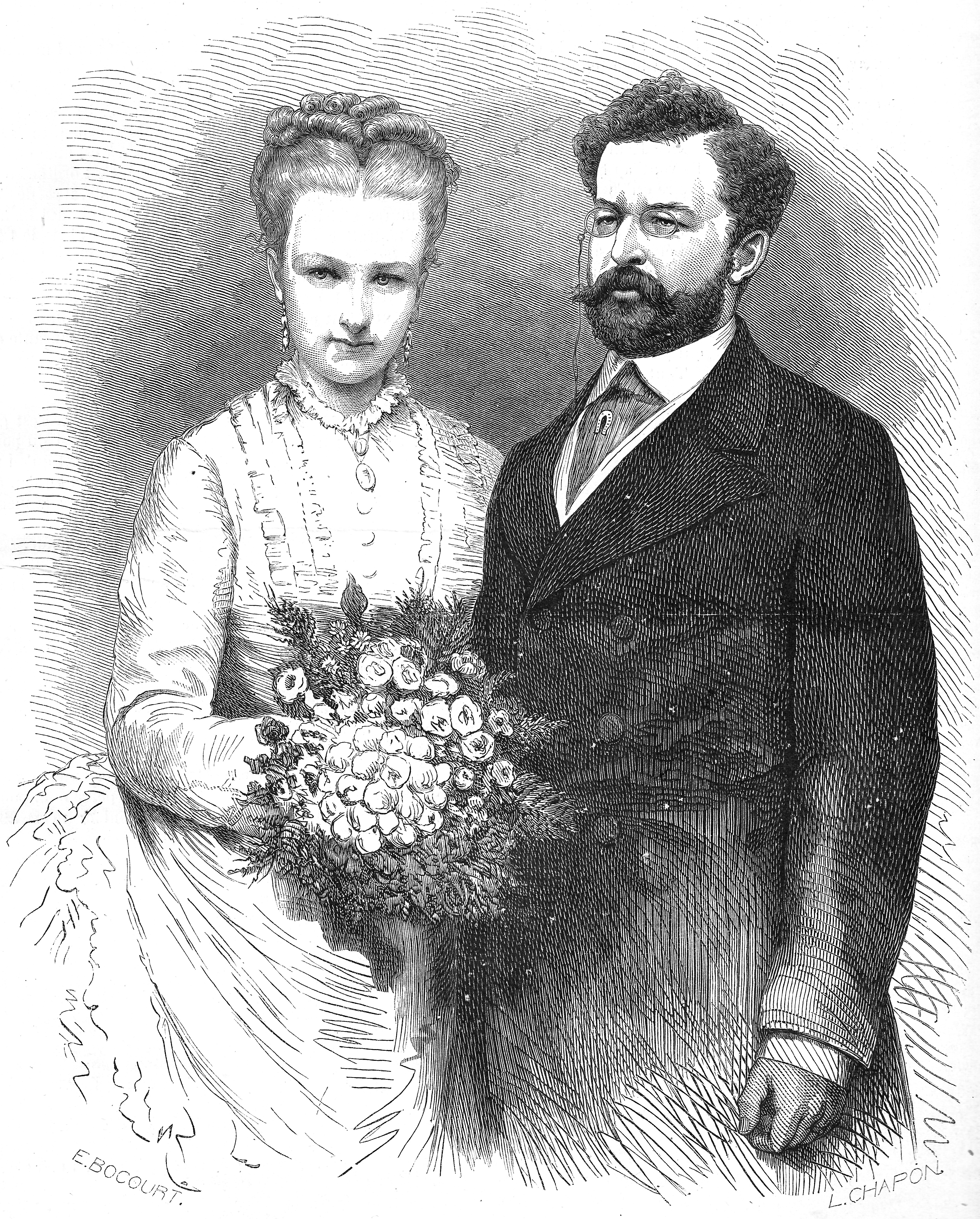
Prinses Louise van België en prins Filips van Saksen-Coburg en Gotha (gravure naar een foto van hun huwelijk in Brussel op 4 februari 1875)

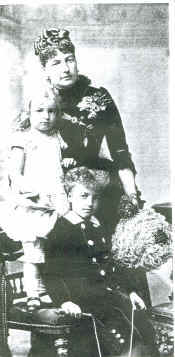
Louise met haar kinderen Leopold en Dorothea

Louise Marie Amélie van België (Laken, 18 februari 1858 – Wiesbaden, 1 maart 1924), kortweg prinses Louise, was het eerste kind van de latere koning Leopold II der Belgen en koningin Marie Henriëtte. Ze was prinses van België en van Saksen-Coburg en Gotha. De Louizalaan in Brussel werd naar haar vernoemd.

## Biografie

### Jeugd
Louise Marie Amélie werd geboren in 1858 als eerste kind en dochter van de latere koning Leopold II der Belgen en koningin Marie Henriëtte. Haar ouders hadden gehoopt op een troonopvolger, toen een zoon, en waren dus enigszins teleurgesteld dat ze een meisje bleek. De prinses groeide op aan het Hof van Laken en kreeg een Spartaanse opvoeding, inclusief lijfstraffen. Het gebrek aan ouderlijke liefde en genegenheid werd enigszins gecompenseerd door plezierige momenten die ze deelde met haar jongere broer Leopold en haar zusjes Stefanie en Clementine. Vooral haar vader keek niet naar haar om, zeker niet na de geboorte van zijn tweede kind, prins Leopold, in 1859. Dat was wel een jongen en hij kreeg alle aandacht als toekomstige troonopvolger. Groot was het drama toen in 1869 prins Leopold plots stierf. De koning was zijn enige zoon kwijt. De geboorte in 1872 van alweer een dochter, prinses Clementine, bracht geen soelaas.

### Huwelijk
Leopold II leefde gescheiden van de koningin en keerde zich steeds meer van zijn gezin af. Zijn dochters zag hij louter als nuttige pionnen in het spel van de internationale huwelijkspolitiek. Louise zette hij als eerste in. Op 4 februari 1875 trouwde de prinses met haar achterneef prins Filips van Saksen-Coburg en Gotha in Brussel. Ze waren dubbel verwant: zijn moeder was een zus van haar grootmoeder koningin Louise Marie en zijn grootvader was een broer van haar grootvader koning Leopold I. Filips behoorde tot de rijke Hongaarse tak van de Coburgfamilie en was veertien jaar ouder dan zijn bruid. Leopold II was trots op zijn huwelijksstrategie, die erop neerkwam dat hij dit huwelijk arrangeerde met het oog op internationale politieke belangen.
Het huwelijk, gezegend met twee kinderen (prinses Dorothea en prins Leopold), was geen succes. Al tijdens de eerste huwelijksnacht liep het mis. Seksueel onvoorbereid ontvluchtte de zeventienjarige prinses de slaapkamer en ging ze in het donker naar de Oranjerie. Haar moeder, die met Leopold een feest in Brussel had moeten verlaten, wees haar ontredderde dochter op haar echtelijke plichten. Ze liet zich overtuigen, maar het trauma bleef. Ze gruwelde van de seksuele wensen van haar kersverse echtgenoot. Al snel leerde ze dat Filips van pornografische literatuur en afbeeldingen hield, een voorkeur die hij graag met haar deelde. Beide echtgenoten gingen een liederlijk leven leiden waarbij de huwelijkstrouw niet werd gerespecteerd.
Het paar verhuisde naar het verre Wenen en vervolgens Boedapest. Het liefst verbleef ze aan het Habsburgse Hof, dat haar moeder uit haar jeugd kende. Het prinselijk paar werd er opgenomen in de selecte kring rondom keizer Frans Jozef I en genoot het voorrecht aan de keizerlijke tafel plaats te nemen. De prinses, die financieel afhankelijk was van haar echtgenoot, richtte haar nieuwe leven op genot. Haar glamoureuze levensstijl viel niet goed bij de keizer en evenmin bij haar moeder. Ze kreeg het advies soberder te gaan leven, maar dat advies sloeg ze in de wind. Haar reputatie ging van kwaad naar erger, tot ongenoegen van keizer Frans Jozef. Toch hielp ze in 1880 keizer Frans Jozef te overtuigen zijn zoon en kroonprins Rudolf met haar jongere zus prinses Stefanie te laten trouwen.
Kort voor de eeuwwisseling ontmoette Louise de Kroatische graaf Geza Mattachich, met wie ze een affaire begon. Hierdoor viel ze uit de gratie bij de keizer. Hij stuurde iemand naar Leopold om hem te verzoeken zijn "onwaardige dochter" tot de orde te roepen, maar de koning was zijn greep kwijt. Haar echtgenoot draaide de geldkraan dicht, maar als dochter van Leopold kreeg ze overal krediet. In geen tijd verdronk de prinses in de schulden.
Op steun uit Brussel hoefde ze niet te rekenen. Leopold II weigerde haar schulden te betalen en wilde evenmin instemmen met een scheiding van Filips. Voor hem was Louise dood. Ook haar kinderen keerden zich van haar af, onder meer uit angst dat de reputatie van hun moeder hun eigen kansen in het leven zouden schaden. Enkel haar zus Stefanie bleef haar trouw.
Omdat voor de keizer het schandaal te groot werd, werd Filips gedwongen tot een duel met de graaf. Ze kwamen er allebei levend uit. Vervolgens liet hij de graaf arresteren op beschuldiging van fraude en stelde hij Louise voor de keuze: ofwel terugkeren naar haar echtgenoot, ofwel opgenomen worden in een instelling. De prinses koos voor de laatste optie. Op last van de keizer was ze onderzocht door Richard von Krafft-Ebing. Diens diagnose van "intellectuele en morele minderwaardigheid" bracht haar in een psychiatrisch instelling bij Dresden, hoewel haar geestelijke vermogens op geen enkele manier waren aangetast.
De schulden werden vereffend door haar man, met het voorbehoud dat ze later uit de erfenis van Leopold II moesten worden terugbetaald. Toch bleven er schuldeisers haar achtervolgen. Ze begon de handtekening van haar zus Stefanie te vervalsen om geld los te krijgen. Na enkele jaren kwam de Kroatische graaf vrij en hielp hij haar te vluchten uit de instelling. In de jaren die volgden waren ze voortdurend op de vlucht. Ze verbleven onder andere in Berlijn, Parijs en Boedapest.

### Later leven
In 1907 ging een rechter in Gotha eindelijk in op de vraag van Louise om te kunnen scheiden van haar man. Voor haar vader, koning Leopold II, was dit de perfecte reden om zijn dochter te onterven. Bij het overlijden van haar vader in 1909 ontdekte ze dat hij alles had nagelaten aan zijn maîtresse Blanche Delacroix en aan de Koninklijke Schenking. Samen met haar zus Stefanie, die ook was onterfd, begon ze een rechtszaak tegen de Belgische staat. Louise zat financieel volledig aan de grond. Helaas voor haar verloor ze die juridische strijd. Toch kende de Belgische staat haar een mooie geldsom toe, die ze door het uitbreken van de Eerste Wereldoorlog pas vele jaren later zou krijgen.
Na de oorlog trokken Louise en graaf Mattacic opnieuw naar Parijs, waar ze haar memoires schreef. In Autour des trônes que j'ai vu tomber ("Rondom de tronen die ik zag vallen") rekende ze af met verschillende mensen in haar leven, onder wie Leopold II. Na het overlijden van Mattacic in 1923 verhuisde ze nog een laatste keer naar Wiesbaden in Duitsland. Op 1 maart 1924 overleed ze eenzaam, alleen en armoedig. Het verhaal wil dat ze een foto van Mattacic tegen haar borst gedrukt hield.

## Eerbetoon
Nog tijdens haar leven, vóór ze in ongenade viel, werd Louise van België geëerd doordat de Louizalaan naar haar werd vernoemd. Het was een nieuwe, prestigieuze stadsboulevard die het Louizaplein over een afstand van bijna drie kilometer met het Ter Kamerenbos in het zuiden van de stad verbond. Naast winkels van luxe kledingmerken telt de laan tal van buitenlandse ambassades en historische monumenten.

## Voorouders
| Overgrootouders               | Frans van Saksen-Coburg-Saalfeld (1750-1806) ∞ 1777 Augusta van Reuss-Ebersdorf en Lobenstein (1757-1831) | Frans van Saksen-Coburg-Saalfeld (1750-1806) ∞ 1777 Augusta van Reuss-Ebersdorf en Lobenstein (1757-1831) | Lodewijk Filips I van Frankrijk (1773-1850) ∞ 1809 Marie Amélie van Bourbon-Sicilië (1782-1866) | Lodewijk Filips I van Frankrijk (1773-1850) ∞ 1809 Marie Amélie van Bourbon-Sicilië (1782-1866) | Keizer Leopold II (1747-1792) ∞ 1764 Marie Louise van Bourbon (1745–1792)                 | Keizer Leopold II (1747-1792) ∞ 1764 Marie Louise van Bourbon (1745–1792)                 | Lodewijk van Württemberg (1756-1817) ∞ 1754 Henriëtte van Nassau-Weilburg (1780-1857)     | Lodewijk van Württemberg (1756-1817) ∞ 1754 Henriëtte van Nassau-Weilburg (1780-1857)     | Lodewijk van Württemberg (1756-1817) ∞ 1754 Henriëtte van Nassau-Weilburg (1780-1857) | Lodewijk van Württemberg (1756-1817) ∞ 1754 Henriëtte van Nassau-Weilburg (1780-1857) |
| Grootouders                   | Leopold I van België (1790-1865) ∞ 1832 Louise Marie van Orléans (1818-1850)                              | Leopold I van België (1790-1865) ∞ 1832 Louise Marie van Orléans (1818-1850)                              | Leopold I van België (1790-1865) ∞ 1832 Louise Marie van Orléans (1818-1850)                    | Leopold I van België (1790-1865) ∞ 1832 Louise Marie van Orléans (1818-1850)                    | Jozef Anton Johan van Oostenrijk (1776-1847) ∞ Maria Dorothea van Württemberg (1757-1831) | Jozef Anton Johan van Oostenrijk (1776-1847) ∞ Maria Dorothea van Württemberg (1757-1831) | Jozef Anton Johan van Oostenrijk (1776-1847) ∞ Maria Dorothea van Württemberg (1757-1831) | Jozef Anton Johan van Oostenrijk (1776-1847) ∞ Maria Dorothea van Württemberg (1757-1831) |                                                                                       |                                                                                       |
| Ouders                        | Leopold II van België (1835-1909) ∞ Marie Henriëtte van Oostenrijk (1836-1902)                            | Leopold II van België (1835-1909) ∞ Marie Henriëtte van Oostenrijk (1836-1902)                            | Leopold II van België (1835-1909) ∞ Marie Henriëtte van Oostenrijk (1836-1902)                  | Leopold II van België (1835-1909) ∞ Marie Henriëtte van Oostenrijk (1836-1902)                  | Leopold II van België (1835-1909) ∞ Marie Henriëtte van Oostenrijk (1836-1902)            | Leopold II van België (1835-1909) ∞ Marie Henriëtte van Oostenrijk (1836-1902)            | Leopold II van België (1835-1909) ∞ Marie Henriëtte van Oostenrijk (1836-1902)            | Leopold II van België (1835-1909) ∞ Marie Henriëtte van Oostenrijk (1836-1902)            |                                                                                       |                                                                                       |
| Louise van België (1858-1924) | | |                                                                                                 |                                                                                                 |                                                                                           |                                                                                           |                                                                                           |                                                                                           |                                                                                       |                                                                                       |

## Publicatie
- Autour des trônes que j'ai vu tomber, 1921

## In fictie
- Dan Jacobson, All for Love, 2005, ISBN 0241142733

## Voetnoten
1. ↑  De Louise van de Louizalaan: het onwaarschijnlijke verhaal van een Belgische prinses. Gearchiveerd op 9 september 2023.